# Itamar Batista da Silva
Itamar Batista da Silva, mais conhecido como Itamar (Santa Maria de Itabira, 12 de abril de 1980), é um ex-futebolista brasileiro que atuava como atacante.

## Carreira
Itamar já passou por Cruzeiro, Iraty, Goiás, Palmeiras e São Paulo. Sua passagem mais marcante foi pelo Palmeiras, em 2002. Depois disso, foi para o futebol sul-coreano, onde ficou por cinco anos e jogou em várias equipes: Chunnam Dragons, Pohang Steelers, Suonw Samsung Bluewings e Seongnam Ilhwa Chunma.
Nas temporadas de 2008 a 2010, jogou no México, defendendo primeiro o Jaguares e depois o Tigres UANL. Na sua primeira temporada no México, marcou 12 gols em 18 partidas. Pelo Tigres UANL, em 2009 garantiu o empate que levou o jogo para os pênaltis e garantiu o título do time em 2009, sendo também o terceiro maior artilheiro do Torneo Apertura 2010, com 9 gols (cinco atrás do goleador máximo da competição).
De acordo com a imprensa mexicana, que se referia ao atacante pelo apelido de Il Bove, Itamar estava muito bem cotado, mas pediu para deixar o Tigres UANL porque recebeu uma proposta mais vantajosa do Al-Rayyan, do Qatar, no final de 2010.[carece de fontes?]
No meio de 2011, Itamar chegou a acertar com o Atlético Paranaense até o final do ano, mas por problemas contratuais com o Tigres, do México, a contratação melou.
Em 2012, foi contratado pelo Flamengo por empréstimo de até 30 de abril de 2012, podendo ser renovado até o fim do ano caso o treinador queira. Foi contratado por indicação do até então técnico do clube Vanderlei Luxemburgo, que havia trabalhado com ele no Palmeiras.
Com a saída de Luxa e com Joel Santana assumindo o Flamengo, Itamar perdeu espaço com o novo técnico e chega mais a relacionado para os jogos do clube rubro-negro.
O atacante Itamar tinha mais duas semanas de contrato com o Flamengo, mas preferiu antecipar a sua saída do clube e rescindiu o vínculo de forma amigável com os dirigentes cariocas. O jogador deixa o clube sem ter disputado um jogo sequer na Libertadores e no Carioca, configurando uma das grandes decepções da diretoria neste início de temporada. Jogou apenas dois amistosos contra Corinthians e Londrina.
No dia 16 de maio de 2012, Itamar foi emprestado ao Ceará. No dia 31 de outubro de 2012, Itamar foi liberado pela diretoria do Ceará para acertar com outro clube.
No dia 31 de janeiro de 2013, Itamar acertou com o América-RN para disputar a Copa do Nordeste, após a eliminação do América de Natal, Itamar iria disputar outros campeonatos, mais, no dia 14 de fevereiro de 2013, Itamar deixa o Mecão, de acordo com o jogador, a sua esposa mandou rescindir o contrato por que a Esposa não quer morar em Natal, e Itamar nem chegou a vestir a camisa do América-RN, mas muda de ideia, e Não rescinde o contrato com o Mecão, e nas 2 primeiras partidas faz 2 gols.
Em 2016, Itamar voltou a jogar, acertando com o Londrina.

### Aposentadoria
Em 21 de outubro de 2016, Itamar anunciou sua aposentadoria, efetivada com o fim do Campeonato Brasileiro daquele ano.

## Estatísticas

### Clubes
| Clube             | Temporada         | Campeonato nacional | Campeonato nacional | Copa nacional[a] | Copa nacional[a] | Competições continentais[b] | Competições continentais[b] | Outros torneios[c] | Outros torneios[c] | Total | Total |
| Clube             | Temporada         | Jogos               | Gols                | Jogos            | Gols             | Jogos                       | Gols                        | Jogos              | Gols               | Jogos | Gols  |
| ----------------- | ----------------- | ------------------- | ------------------- | ---------------- | ---------------- | --------------------------- | --------------------------- | ------------------ | ------------------ | ----- | ----- |
| Tigres UANL       | 2009              | 33                  | 10                  | —                | —                | —                           | —                           | —                  | —                  | 33    | 10    |
| Tigres UANL       | 2010              | 16                  | 9                   | —                | —                | —                           | —                           | —                  | —                  | 16    | 9     |
| Tigres UANL       | Total             | 49                  | 19                  | —                | —                | —                           | —                           | —                  | —                  | 49    | 19    |
| → Al-Rayyan       | 2011              | 11                  | 5                   | —                | —                | 3                           | 1                           | —                  | —                  | 14    | 6     |
| → Al-Rayyan       | Total             | 11                  | 5                   | —                | —                | 3                           | 1                           | —                  | —                  | 14    | 6     |
| → Flamengo        | 2012              | 0                   | 0                   | —                | —                | 0                           | 0                           | 2                  | 0                  | 2     | 0     |
| → Flamengo        | Total             | 0                   | 0                   | —                | —                | 0                           | 0                           | 2                  | 0                  | 2     | 0     |
| → Ceará           | 2012              | 26                  | 7                   | —                | —                | —                           | —                           | —                  | —                  | 26    | 7     |
| → Ceará           | Total             | 26                  | 7                   | —                | —                | —                           | —                           | —                  | —                  | 26    | 7     |
| América de Natal  | 2013              | 0                   | 0                   | 3                | 2                | 0                           | 0                           | 0                  | 0                  | 3     | 2     |
| América de Natal  | Total             | 0                   | 0                   | 3                | 2                | 0                           | 0                           | 0                  | 0                  | 3     | 2     |
| Londrina          | 2016              | 22                  | 4                   | 2                | 2                | —                           | —                           | —                  | —                  | 24    | 6     |
| Londrina          | Total             | 22                  | 4                   | 2                | 2                | —                           | —                           | —                  | —                  | 24    | 6     |
| Total na carreira | Total na carreira | 108                 | 39                  | 5                | 4                | 3                           | 1                           | 2                  | 0                  | 118   | 43    |

- a. ^ Jogos da Copa do Brasil
- b. ^ Jogos dos Torneios Internacionais
- c. ^ Jogos dos Campeonatos Estaduais e Amistosos

## Títulos
Tigres UANL
- SuperLiga Norte-Americana 2009[2]

América-RN
- Copa RN: 2013